# Cuney
Cuney – miasto w Stanach Zjednoczonych, w stanie Teksas, w hrabstwie Cherokee.